# Distrito de Pali
Pali (en hindi: पाली ज़िला) es un distrito de la India en el estado de Rajastán. Código ISO: IN.RJ.PA.
Comprende una superficie de 12387 km².
El centro administrativo es la ciudad de Pali.

## Demografía
Según censo 2011 contaba con una población total de 2038533 habitantes, de los cuales 1 012 638 eran mujeres y 1 025 895 varones.